# Jöran Grapenson
Petter Jöran Grapenson (i riksdagen kallad Grapenson i Gällivare), född 8 september 1878 i Karl Gustav, död 17 juni 1949 i Gällivare, var en svensk präst och politiker (högerman). 
Jöran Grapenson var son till hemmansägaren Johan Seittula i Karungi och Sofia, född Grape. Han avlade folkskollärarexamen i Härnösand 1899 och var folkskollärare vid statens fasta folkskola i Jerijärvi och Korpilombolo 1899–1909 men prästvigdes 1909 och blev kontraktsadjunkt i Norrbottens norra kontrakt, komminister i Gällivare församling 1913, lasarettspredikant 1915 och slutligen kyrkoherde i Gällivare församling 1932 samt blev emeritus i april 1949 men avled i juni samma år.
Jöran Grapenson var riksdagsledamot i andra kammaren 1925–1932 för Norrbottens läns valkrets. Han skrev 31 egna motioner om lokala frågor som stöd till näringslivet i Norrbottens skogs- och fjällbygd, ändringar i renbeteslagen och i bestämmelserna rörande skogsfågeljakt samt om rätt för samer att döda björn.
Jöran Grapenson var gift med småskollärarinnan Nanna Rantatalo, med vilken han fick nio barn, bland andra Paul Grapenson, som blev kyrkoherde i Lillhärdals församling, och provinsialläkaren Sven Grapenson.
Han var ledamot av Vasaorden.